# Stadsbussarna i Falun
Dalatrafik kör stadsbussar i Falun.

## Linjenät
17 augusti 2014 fick Falun ett helt nytt linjenät med nya linjenummer och en del nya sträckningar. 

### Nuvarande linjenät 2022
| Linje | Sträckning                                                           |
| ----- | -------------------------------------------------------------------- |
| 11    | Slätta/Herrhagen - Knutpunkten - Korsnäs - Hosjö                     |
| 12    | Lugnet - Knutpunkten - Östra Främby                                  |
| 13    | Källviken/Galgberget - Knutpunkten - Stennäset                       |
| 14    | Tallen/Lilla Källviken - Knutpunkten - Korsgården                    |
| 15    | Knutpunkten - Ingarvet - Knutpunkten                                 |
| 151   | Bojsenburg - Knutpunkten - Borlänge centrum - Kvarnsveden            |
| 152   | Hosjö - Knutpunkten - Borlänge centrum - Skräddarbacken              |
| 153   | Lugnet - Falu lasarett - Knutpunkten - Borlänge centrum - Studieplan |
| 154   | Dalregementet - Knutpunkten - Ornäs - Borlänge resecentrum           |

### Linjenät tom 16 augusti 2014
| Linje | Sträckning                                                                            |
| ----- | ------------------------------------------------------------------------------------- |
| 701   | Slätta/Herrhagen - Centrum - Hosjö                                                    |
| 702   | Källviken - Centrum - Stennäset                                                       |
| 703   | Slätta - Herrhagen - Bojsenburg - (Lugnet) - Lasarettet                               |
| 704   | Hälsingberg - Centrum - Källtorp                                                      |
| 708   | Kyrkbacken - Centrum - Galgberget                                                     |
| 709   | Centrum - Ingarvet/Korsgården - Centrum                                               |
| 713   | Lugnet - Lasarettet - Järnvägsstation                                                 |
| 724   | Hosjöstrand - Centrum                                                                 |
| 751   | Roxnäs Udde - Centrum                                                                 |
| 771   | Slätta/Herrhagen - Lasarettet - Centrum - Lasarettet - Slätta/Herrhagen               |
| 772   | Källtorp - Ö Främby - Kvarnberget - Centrum - Järnvägsstation - Lasarettet - Norslund |
| 773   | Centrum - Falu vårdcentral                                                            |